# Spatholirion decumbens
Spatholirion decumbens là một loài thực vật có hoa trong họ Commelinaceae. Loài này được Fukuoka & N.Kurosaki miêu tả khoa học đầu tiên năm 1997.